# Антолин, Аляж
Аляж Антолин (словен. Aljaž Antolin; род. 2 августа 2002, Мурска-Собота) — словенский футболист, полузащитник клуба «Мура».
Выступал за сборную Словении до 21 года.

## Клубная карьера
Начинал футбольную карьеру в клубе «Мура», играл за молодёжную команду до 19 лет. 11 февраля 2021 года дебютировал за основной состав в матче Первой лиге Словении против «Табора». Всего провёл в чемпионате три матча.
16 июля 2021 года перешёл в «Марибор», подписав с клубом четырёхлетний контракт. 31 августа 2021 года до конца года был отдан в аренду в клуб «Белтинци». 5 сентября дебютировал во Второй лиге Словении в матче с «Брежице» и забил свой первый гол, отличившись с пенальти на 55-й минуте. Всего за три месяца сыграл 13 матчей и забил 4 гола.
После возвращения из аренды дебютировал за «Марибор» в чемпионате Словении 21 февраля 2022 года в матче с «Радомлье».
В январе 2024 году вернулся в клуб «Мура».

## Достижения
«Мура»
- Чемпион Словении: 2020/21.

«Марибор»
- Чемпион Словении: 2021/22.